# 24304 Lynnrice
A 24304 Lynnrice (ideiglenes jelöléssel 1999 YZ) a Naprendszer kisbolygóövében található aszteroida. Charles W. Juels fedezte fel 1999. december 16-án.